# Mateusz Oks
Mateusz Oks (* 11. September 1905 in Łuck; † 1996) war ein Politiker der Polnischen Vereinigten Arbeiterpartei PZPR (Polska Zjednoczona Partia Robotnicza) in der Volksrepublik Polen.

## Leben
Mateusz Oks, der auch als Mordka Oks bekannt war, engagierte sich seit 1925 im Verein Pochodnia und trat 1926 in den Kommunistischen Verband der polnischen Jugend KZMP (Komunistyczny Związek Młodzieży Polski) ein. Als kommunistischer Aktivist trug er die Tarnnamen „Marek“ und „Roman“ und wurde später Mitglied der Polnischen Arbeiterpartei PPR (Polska Partia Robotnicza), die am 5. Januar 1942 im Untergrund in Warschau gegründet wurde. Zum Ende des Zweiten Weltkrieges wurde er im März 1945 Stellvertretender Leiter der Organisationsabteilung des Zentralkomitee (ZK) der PPR und übte diese Funktion bis Dezember 1948 aus. Auf dem I. (Gründungs-)Parteitag der Polnischen Vereinigten Arbeiterpartei PZPR (Polska Zjednoczona Partia Robotnicza) (15. bis 22. Dezember 1948) wurde er erstmals Mitglied des ZK und gehörte diesem Führungsgremium der Partei nach seinen Bestätigungen auf dem II. Parteitag (10. bis 17. März 1954) sowie auf dem III. Parteitag (10. bis 19. März 1959) bis zum IV. Parteitag (15. bis 20. Juni 1964) an.
Im November 1949 wurde Oks Leiter der Allgemeinen Abteilung des ZK und verblieb in dieser Funktion bis April 1951, woraufhin er zwischen April 1951 und dem 28. Februar 1965 erneut stellvertretender Leiter der Organisationsabteilung des ZK war. Während der Zeit des Polnischen Oktober 1956 gehörte Mateusz Oks im Machtkampf innerhalb der PZPR der nach einem Komplex modernistischer Mietshäuser in der Ul. Puławska 24 und 26 in Warschau benannten „Pulawy“-Gruppe (Puławianie) unter Führung von Roman Zambrowski und Leon Kasman an, die hauptsächlich aus Intellektuellen und Aktivisten bestand, die im ersten Jahrzehnt Volkspolens aktiv waren. Die Pulawy-Fraktion stand in Opposition zur Natolin-Fraktion um Zenon Nowak, Wiktor Kłosiewicz, Hilary Chełchowski, Aleksander Zawadzki, Władysław Kruczek, Władysław Dworakowski, Kazimierz Mijal, Franciszek Mazur, Bolesław Rumiński, Franciszek Jóźwiak und Stanisław Łapot, die gegen die Liberalisierung des kommunistischen Systems war, und die nationalistische und antisemitische Parolen proklamierte, um in der PZPR an die Macht zu kommen.
Auf dem IV. Parteitag (15. bis 20. Juni 1964) wurde er zuletzt Mitglied der Zentralen Revisionskommission (Centralna Komisja Rewizyjna) der PZPR und behielt diese Funktion bis zum V. Parteitag (11. bis 16. November 1968). 